# Baldoyle Bay SPA
Baldoyle Bay SPA este o arie protejată (arie de protecție specială avifaunistică — SPA) din Irlanda întinsă pe o suprafață de 262,65 ha, integral pe uscat.

## Localizare
Centrul sitului Baldoyle Bay SPA este situat la coordonatele 53°24′17″N 6°07′26″W / 53.404693°N 6.123943°V.

## Înființare
Situl Baldoyle Bay SPA a fost declarat arie de protecție specială avifaunistică în octombrie 1998 pentru a proteja 21 de specii de animale.

## Biodiversitate
Situată în ecoregiunea atlantică, aria protejată nu include niciun habitat protejat.
La baza desemnării sitului se află mai multe specii protejate de  păsări (21): rață sulițar (Anas acuta), rață pitică (Anas crecca), rață mare (Anas platyrhynchos), pietruș (Arenaria interpres), Branta bernicla, Calidris alba, fugaci de țărm (Calidris alpina), Calidris canutus, prundaș gulerat mare (Charadrius hiaticula), scoicar (Haematopus ostralegus), sitar de mal nordic (Limosa lapponica), sitar de mâl (Limosa limosa), Mergus serrator, culic mare (Numenius arquata), ploier auriu (Pluvialis apricaria), ploier argintiu (Pluvialis squatarola), corcodel mare (Podiceps cristatus), călifar alb (Tadorna tadorna), fluierar cu picioare verzi (Tringa nebularia), fluierarul cu picioare roșii (Tringa totanus), nagâț (Vanellus vanellus).
Pe lângă speciile protejate, pe teritoriul sitului au mai fost identificate 1 specie de păsări.